# Сейлем (Коннектикут)
Сейлем (англ. Salem) — місто (англ. town) в США, в окрузі Нью-Лондон штату Коннектикут. Населення — 4213 особи (2020).

## Демографія
Згідно з переписом 2010 року, у місті мешкала 4151 особа в 1525 домогосподарствах у складі 1171 родини. Було 1635 помешкань
Расовий склад населення:
| - 92,4 % — білих - 3,1 % — азіатів - 1,6 % — чорних або афроамериканців - 0,2 % — корінних американців - 0,1 % — вихідців з тихоокеанських островів |

До двох чи більше рас належало 2,2 %. Частка іспаномовних становила 2,5 % від усіх жителів.
За віковим діапазоном населення розподілялося таким чином: 25,6 % — особи молодші 18 років, 64,8 % — особи у віці 18—64 років, 9,6 % — особи у віці 65 років та старші. Медіана віку мешканця становила 41,8 року. На 100 осіб жіночої статі у місті припадало 102,1 чоловіків;  на 100 жінок у віці від 18 років та старших — 101,9 чоловіків також старших 18 років.
Середній дохід на одне домашнє господарство  становив 123 156 доларів США (медіана — 106 719), а середній дохід на одну сім'ю — 140 079 доларів (медіана — 121 953). Медіана доходів становила 75 000 доларів для чоловіків та 63 323 долари для жінок. За межею бідності перебувало 3,8 % осіб, у тому числі 3,4 % дітей у віці до 18 років та 4,5 % осіб у віці 65 років та старших.
Цивільне працевлаштоване населення становило 2153 особи. Основні галузі зайнятості: освіта, охорона здоров'я та соціальна допомога — 26,1 %, виробництво — 16,2 %, науковці, спеціалісти, менеджери — 10,5 %, публічна адміністрація — 9,3 %.